# Семиреньки
Семи́реньки — село в Україні, у Миролюбненській сільській громаді Хмельницького району Хмельницької області. Населення становить 242 осіб. До 2020 орган місцевого самоврядування — Самчинецька сільська рада.

## Населення

### Мова
Розподіл населення за рідною мовою за даними перепису 2001 року:
| Мова       | Відсоток |
| ---------- | -------- |
| українська | 99,59%   |
| російська  | 0,41%    |

## Відомі особистості
В поселенні народився:
- Мельничук Микола Леонтійович (* 1948) — український художник.